# Guvernör
En guvernör, av franskans gouverneur, är titeln för en ledande politiker eller tjänsteman i en delstat eller en annan administrativ region inom en stat, med olika specifika funktioner i olika länder. En civilguvernör har enbart civilt ansvar och inget militärt ansvar. Titeln generalguvernör har en snarlik innebörd. 
I äldre tid – 1800-talet och tidigare – kunde ordet guvernör även användas om en person som övervakade och handledde en högättad ynglings eller furstes uppfostran och undervisning.

## Guvernörer i olika länder

### Finland
Guvernör var 1841-1918 ämbetstitel för länens högsta styresmän i storfurstendömet Finland; den ryske kejsarens högste företrädare där hade titeln generalguvernör. När Finland blev självständig republik återinfördes  titeln landshövding, som använts under den svenska tiden.

### Polen
I den administrativa indelningen av Polen fungerar den gamla slaviska härskartiteln vojvod som guvernörstitel i landets provinser.

### Storbritannien/Brittiska imperiet
I det tidigare Brittiska imperiet var guvernör den titel som gavs åt styresmän i kronkolonierna. Idag har Storbritanniens få återstående utomeuropeiska territorier fortsatt guvernörer. De officiella residensen för guvernörerna i Storbritanniens territorier benämns Regeringshus (Government House på engelska). Även Bank of Englands högsta chef kallas guvernör.

#### Australien
I Australiens delstater finns en guvernör som representerar monarken och utser respektive delstats premiärminister.

### Sverige
I Sverige motsvarade guvernören en ståthållare eller landshövding som också utövade militär myndighet. Ämbetet avskaffades i Regeringsformen 1719, men återinfördes tillfälligt i Skåne 1801–1809. Guvernörer fanns också i de kolonier som Sverige hade, såsom Nya Sverige 1638–1655 och Saint-Barthélemy 1785–1878. Den närmaste nutida motsvarigheten idag är landshövdingarna, vars titel översätts på engelska som County Governor.

### Turkiet
I det Osmanska väldet kallades motsvarande befattning begler-beg.

### USA
En guvernör i någon av USA:s delstater är den motsvarigheten i delstatsstyrena till USA:s president på federal nivå. Guvernörerna är folkvalda på egna mandat enligt respektive delstats konstitution och utövar den högsta verkställande makten inom delstatsstyret, är direktvalda och har i regel ett antal speciella befogenheter som att kunna lägga in veto mot lagförslag mot delstatens lagstiftande församling. De är bland annat högste befälhavare för delstatens nationalgarde (när det inte är inkallat till federal tjänstgöring, vilket har företräde) och dess State Defense Forces, samt beviljar nåd till personer dömda i delstatens domstolar och godkänner dödsdomar i de delstater som tillämpar dödsstraff.